# Leif Skagnæs
Leif Skagnæs, född 20 november 1903 i Norderhov, död 1 juli 1955, var en norsk utövare av nordisk kombination som tävlade i slutet av 1920-talet och början av 1930-talet.
Skagnæs deltog i två mästerskap. Vid OS 1928 deltog han i vinnande laget i demonstrationsgrenen militärpatrull, vilket var en föregångare till dagens skidskytte. Vid VM 1930 blev han silvermedaljör i nordisk kombination.